# Ołeksandr Małakucki
Ołeksandr Dmytrowycz Małakucki, ukr. Олександр Дмитрович Малакуцький, ros. Александр Дмитриевич Малакуцкий, Aleksandr Dmitrijewicz Małakucki (ur. 4 września 1934 w Mariupolu) – ukraiński piłkarz i trener piłkarski.

## Kariera piłkarska

### Kariera klubowa
W 1950 rozpoczął karierę piłkarską w amatorskiej drużynie zakładu metalurgicznego im.Illicza w Żdanowie, w którym występował do zakończenia kariery piłkarza.

## Kariera trenerska
Po zakończeniu kariery piłkarskiej rozpoczął pracę szkoleniowca. W 1974 ukończył Smołeński Instytut Kultury Fizycznej i stał na czele Łokomotywu Żdanow. Od 1976 do 1980 ponownie prowadził żdanowski klub, który zmienił nazwę na Nowator Żdanow. W lipcu 1986 po raz trzeci został mianowany na stanowisko głównego trenera Nowatora Żdanow, którym kierował do lipca 1987. Następnie od 1988 do maja 1989 pomagał trenować piłkarzy Nowatora. Potem pracował z dziećmi w Szkole Sportowej w Żdanowie. Był wicedyrektorem Szkoły Piłkarskiej Illicziweć Mariupol.

## Sukcesy i odznaczenia

### Sukcesy trenerskie
Łokomotyw Żdanow
- mistrz Ukraińskiej SRR wśród drużyn amatorskich: 1974